# کنیا ۱۲۷۸
سیارک ۱۲۷۸ (به انگلیسی: 1278 Kenya، نامگذاری:1933LA) هزار و دویست و هفتاد و هشتمین سیارک کشف شده‌است که در ۱۵ ژوئن ۱۹۳۳ کشف شد.
قدر مطلق سیارک برابر ۱۰٫۸۰ است.